# Lodowiec Biernawskiego
Lodowiec Biernawskiego (norw. Biernawskibreen) – lodowiec na Spitsbergenie, w północnej części Gór Piłsudskiego. Nazwę nadali Norwegowie na cześć dra Witolda Biernawskiego, fotografa i radiooperatora w czasie Polskiej Ekspedycji na Spitsbergen w 1934 roku.